# ريجيس شولتز
ريجيس شولتز (بالفرنسية: Régis Schultz)‏ هو شخصية أعمال فرنسي، ولد في 10 ديسمبر 1968.